# レインボーコード
レインボーコード（Rainbow Codes）はイギリスの兵器開発プロジェクトに割り当てられたコードネーム。主として第二次大戦終了後から1958年まで使用され、その後は英数字コードが使われるようになった。

## 概要
第二次世界大戦中、ドイツ軍の秘密プロジェクトのコードネームは、しばしばそれが何であるかを意味するヒントを含んでいた。例えば、ヴォタン（Wotan）として知られる電波航法システムは、同じ名前を持つ神が一つ目であることから、単一ビームであることが推定できた。この経験から、イギリス軍需省は、新たなプロジェクトのコードネームを、意味をなさないものとすることとし、レインボーコードが採用された。
各プロジェクトのコードネームは、色とリストから選ばれた名詞の組み合わせとなる、例えば以下のような具合である。
- "ブルー" + "スチール" = ブルースチール：空対地巡航ミサイル
- "グリーン" + "メイス" = グリーンメイス：対空砲

実戦配備された場合には、上記のブルースチールのように、コードネームがそのまま使われる場合もあり、また別の名称が使われる場合もあった。例えば、ブルージェイ空対空ミサイルは、実用化後にはファイアストリークと呼称された。
殆どの場合、色と名詞の組み合わせは意味を持たなかったが、ときには意味ある組み合わせとなることもあった。しかし、その場合でも、元々の意味とプロジェクト自体に何の関連性もなかった。例えば、ブラックマリアは戦闘機用の敵味方識別装置のコードネームであるが、囚人護送車を意味した。
1959年に、組織改編により軍需省が廃止され、国防省へ吸収されると、ほとんどのレインボーコードが使われなくなった。その後は、英文字2つと数字3つの組み合わせからなるコードネームが使用されるようになった。例えば、BL755（クラスター爆弾）、 WE.177（戦術核爆弾）などである。しかし、その後もレインボーコードが使用された場合もあり、現在でもブルーヴィクセン・レーダーや 、
オレンジ・リーパー電子戦支援システムがレインボーコードに基づいている。

## 主なコードネーム
ブラック
- ブラックアロー：人工衛星打ち上げ用ロケット
- ブラックナイト：再突入体試験用ロケット

ブルー
- ブルーダニューブ：イギリス最初の核爆弾。
- ブルードルフィン：ブルージェイ Mk.5 の別名で、デ・ハビランド シービクセン用のレッドトップ空対空ミサイルの派生型。
- ブルージェイ：赤外線追尾空対空ミサイル。正式採用後の名称は“ファイアストリーク”。
- ブルーピーコック：核地雷。
- ブルースカイ：イギリス最初の空対空ミサイル。レーダービームライディング方式。正式採用後の名称は“ファイアフラッシュ”。当初のコードネームは“ピンクホーク”。
- ブルースチール：空対地巡航ミサイル。
- ブルーストリーク：中距離弾道ミサイル。
- ブルーヴェスタ：ブルージェイ Mk.4 の別名。
- ブルーダック：対潜水艦ミサイル。正式採用後の名称は“Ikara（アイカラ）”
- ブルージャケット：ブラックバーン バッカニア用のドップラー航法装置。
- ブルーフォックス：シーハリアーFRS.1用のレーダー。
- ブルーファルコン：パルスドップラー・レーダーの試作機。
- ブルーヴィクセン：シーハリアーFA.2用のレーダー。
- ブルーホーク：軽攻撃機用のレーダー。

ブラウン
- ブラウンバニー：ブルーピーコックの初期の非公式名称。

グリーン
- グリーンガーランド：レッドトップミサイル用の赤外線近接信管。

オレンジ
- オレンジウィリアム：有線誘導対戦車ミサイル。

レッド
- レッドベアード：イギリス最初の戦術核兵器。
- レッドディーン：対爆撃機用の大型レーダー誘導ミサイル。
- レッドヒーブ：レッドディーンの縮小版。運用要求F.155で指示された超音速要撃機用ミサイル。
- レッドスノー：核弾頭。
- レッドトップ：空対空ミサイル。

バイオレット
- バイオレット・バナー：レッドトップミサイル用の赤外線シーカー。

## 参考資料
脚注
1. ↑  “Blue Vixen radar (United Kingdom), AIRBORNE RADAR SYSTEMS”.   Jane's Avionics. 2009年8月8日閲覧。

出版物
- United Kingdom Aerospace and Weapons Projects
- Public Record Office, London. TNA AIR 2/17322 E51B (a)
- Vulcan's Hammer: V-Force Aircraft and Weapons Projects Since 1945 - Chris Gibson - 2011 - ISBN 978-1902109176